# She Wanted a Count
She Wanted a Count è un cortometraggio muto del 1914 diretto da Arthur Hotaling.

## Produzione
Il film fu prodotto dalla Lubin Manufacturing Company.

## Distribuzione
Distribuito dalla General Film Company, il film - un cortometraggio della lunghezza di 180 metri - uscì nelle sale cinematografiche USA il 14 marzo 1914. Nelle proiezioni, veniva programmato con il sistema dello split reel, accorpato in un'unica bobina con un altro cortometraggio prodotto dalla Lubin, la commedia Just a Note.